# پس از ساعت اداری (فیلم ۱۹۳۲)
«پس از ساعت اداری» (انگلیسی: After Office Hours) یک فیلم درام رمانتیک به کارگردانی «تامس بنتلی» است که در سال ۱۹۳۲ منتشر شد. از بازیگران آن می‌توان به هدر آنجل اشاره کرد. این فیلم بر اساس نمایشنامه‌ای از «جان ون درودن» ساخته شده است.